# Новоа, Тете
Тете Новоа (исп. Tete Novoa, род. 21 июня 1980, Мадрид, Пинто, Испания) — испанский певец, автор песен, вокалист групп Shaigon (1998—2006) и Saratoga (с 2006 по наст. вр.). С 2012 года также выступает сольно.

## Биография
Родился, вырос и проживает по настоящее время в пригороде Мадрида Пинто. Тете имеет смешанное этническое происхождение — мать испанка, отец перуанский индеец. При этом, в одном из интервью артист упомянул, что его бабушка по линии отца китаянка.. Есть двое братьев и сестра.
Музыкальную карьеру Тете также начал в Пинто, организовав с товарищами рок-группу Shaigon в 1998 году. С юных лет он завязал дружеские отношения с многими участниками испанской рок-сцены (в том числе Sergio Martinez, Leo Jimenez, Pepe Herrero и другие). Однако, музыка не была его основной деятельностью вплоть до конца 2000-х. Тете получил диплом Университета Альфонсо X (Universidad Alfonso X el Sabio) в Мадриде и открыл физиотерапевтическую практику. Позднее, он на протяжении нескольких лет совмещал работу по специальности с выступлениями в группе Saratoga. «Я чувствую себя как Супермен и Кларк Кент»,- шутит он по поводу своей двойной жизни певца и физиотерапевта. «Я очень и очень хорошо самоорганизован, если делаешь то, что тебе нравится в подходящее время, то времени на все хватит.» С 2012 года артист также занимается сольным проектом.
Кроме того, Тете занимается скалолазанием, экстремальными видами спорта и увлекается мотоциклами. Любит прогулки со своим псом лабрадором Ронни, причём общение с собакой называет лучшим лечением.

## Музыкальная карьера

### Shaigon
В 1998 году Тете Новоа, совместно с гитаристами Ismael Gutierrez и Tito, басистом Miguel и барабанщиком Tony, все пятеро из Пинто, основали пауэр-метал группу Shaigon. Группа выпустила три демо-альбома и провела несколько гастролей. Им удалось добиться некоторой известности, и в 2006 году группа получила предложение от звукозаписывающей компании Avispa, однако, сразу же после подписания договора с Avispa Тете получил приглашение в группу Saratoga.

### Saratoga
Осенью 2006 года, басист и один из основателей группы Saratoga Нико дель Иерро (Niko del Hierro) по результатам кастинга пригласил Тете на место вокалиста, освободившееся после ухода Лео Хименеса (Leo Jimenez). Лео же лично занимался подготовкой Тете, как вокальной, так и сценической, что оставило весьма заметный след на манере исполнения Тете, особенно заметный первые пару лет.
Таким образом, Тете присоединился к седьмому составу одной из наиболее значимых рок-групп Испании Saratoga, включавшему также гитариста Тони Эрнандо (Tony Hernando), басиста Нико дель Иерро и барабанщика Анди Се (Andy C), что стало для него потрясающим скачком в музыкальной карьере. С начала 2007 года Тете выступал с группой, в том числе на масштабных фестивалях, таких как Viña Rock и Leyendas del Rock.
С седьмым составом группы Saratoga Тете записал три альбома, несколько синглов и концертное видео. В октябре 2013 года было объявлено о временном роспуске группы.
Однако в октябре 2014 года на официальном сайте группы появилась информация о возобновлении деятельности, а 3 ноября 2014 года был представлен восьмой состав, включавший Тете Новоа (вокал), Херо Рамиро (Jero Ramiro, гитара, бэк-вокал), Нико дель Иерро (бас, бэк-вокал) и Дани Перес (Dani Perez, ударные). Несмотря на то, что Тете не был первоначальным выбором на позицию вокалиста, именно он, после некоторых раздумий и по советам друзей, занял место вокалиста в группе, как он говорил в одном из интервью « Будущее очень неопределенно, произошло много всего, все возможно. Включая, что группа вернется без меня». В одном из интервью Нико дель Иерро отметил, что изначально Возвращение предполагало лишь пару концертов, но когда к группе снова присоединился Тете, появились идеи о проведении масштабного турне

В связи с возвращением в группу ранее участвовавших в ней Херо Рамиро и Дани Перес, группе стали доступны для исполнения песни, не звучавшие на концертах после их ухода в 2006 году в связи с конфликтом авторских прав. В том числе, баллада Si Amaneciera из альбома El Clan de la Lucha (2004) — одна из наиболее значимых песен группы. 31.01.2015, на первом концерте тура Возвращение в клубе Dreamers Soundclub в Паленсии Si Amaneciera была исполнена группой впервые после более чем восьмилетнего перерыва. Кроме того, это выступление также примечательно тем, что Тете впервые играл на публике на музыкальном инструменте (акустическая гитара).

### Сольная карьера
После карьерного скачка, соответствовавшего вступлению в группу Saratoga, Тете стал принимать активное участие в различных проектах, организуемых прочими участниками испанской рок-сцены (Tributo a Dio (2013), Legado de Una Tragedia II (2014) и пр.), и записал несколько песен вместе с другими группами (Mago de Oz, Asfáltika, Nocturnia, Zenobia и пр.), а также снялся в клипе на песню Fiesta Pagana 2.0 группы Mago de Oz. Тете поддерживает дружеские отношения с многими артистами, поэтому он частый гость на концертах других исполнителей, в том числе Mago de Oz, Patricia Tapia KHY, Ankhara, Leize и пр.
30 июня 2012 года Тете организовал особенный концерт в клубе Passion, Пинто в честь своего дня рождения. В концерте приняли участие Анди Се (Lords of Black, Kaothik), Серхио Мартинес (Ankhara, Burdel King, Zero3iete), Тони Эрнандо (Lords of Black), Лео Хименес, Чус ди Феллатио (Mago de Oz, Burdel King), Isaac Palon (Harem, Viga), при этом вход на концерт был бесплатным.
С 2012 года Тете занимается, в том числе, сольным проектом под собственным именем «Думаю пришло время дать выход моему собственному стилю, всем тем мелодиям, что у меня накопились за некоторое время, и новым песням, которые крутились у меня в голове, в которых я рассказываю о своей актуальной жизни.». Сольно он выпустил два видеоклипа: «Volvamos a Empezar» в мае 2013 и «Sin Saber Nadar» в июне 2014. 13 октября 2014 года вышел первый сольный диск Тете «TTN», содержащий 12 треков, в том числе лирическую аранжировку «Sin Saber Nadar» для фортепиано и голоса. В записи принимали участие Серхио Мартинес (бас, Ankhara, Bürdel King, Zero3iete), Матиас дель Вальехо (ударные, Zero3iete, Rafa Blas), Роберто Санчес (гитара) и Исмаэль Гутьеррес (гитара). Альбом был записан в студии Пепе Эрреро (Stravaganzza, Monica Naranjo), он же сделал аранжировку «Sin Saber Nadar» и исполнил клавишные партии. Практически все песни были написаны самим Тете в соавторстве с друзьями, за исключением «Ahora Eres Tu» (Jacobo Calderón) и «A Tu Luz» (Roberto Sanchez).
Альбом был тепло принят критиками,,,.
Как сказал Тете в интервью Metalcry: «По правде, да, я чувствую, что это один из лучших моментов для меня во всех смыслах, как в профессиональном плане, так и в вокальном и личном. Это как раз тот случай когда наслаждаешься плодами усилий и большой работы.»
21 ноября 2014 года в клубе Arena, Мадрид прошёл концерт-презентация диска, также являющийся первым полностью сольным концертом Тете. Кроме музыкантов, участвовавших в записи альбома, концерте приняли участие Оскар Санчо (Lujuria), Мануэль Сеоан (Lujuria), Пепе Эрреро (Stravaganzza, Monica Naranjo), Пачо Бреа (Ankhara), Нико дель Иерро (Saratoga).

## Дискография

### Shaigon
Shaigon — Maqueta 1 (1999)

Shaigon — Maqueta 2 (2002)

Shaigon — Maqueta 3 (2005)

### Saratoga
Saratoga — VII (2007)

Saratoga — Secretos y Revelaciones (2009)

Saratoga — Revelaciones de Una Noche, live CD (2010)

Saratoga — Nemesis (2013)

### Tete Novoa — TTN (2014)
1 Zero(Intro)

2 Parte de Ti :Musica Tete Novoa\Ismael Gutierrez, Letra Tete Novoa

3 Sin Saber Nadar: Musica Tete Novoa\Ismael Gutierrez\Felipe Guevara\Juan Guevara,Letra Tete Novoa

4 A Tu Luz: Musica\letra Roberto Sanchez

5 Decidido por Mis Sueños: Musica Tete Novoa\Andy C., Letra Tete Novoa

6 Ahora Eres Tú: Musica\letra Jacobo Calderón\Claudia Blant

7 No: Musica Tete Novoa\Ismael Gutierrez\Roberto Sanchez, Letra Tete Novoa\Roberto Sanchez

8 El Último Tren:Musica Tete Novoa\Ismael Gutierrez\Roberto Sanchez, Letra Tete Novoa

9 Una Historia de Dos: Musica Tete Novoa\Andy C., Letra Tete Novoa

10 Inmortal: Tete Novoa\Ismael Gutierrez, Letra Tete Novoa

11 Volvamos a Empezar:Musica Tete Novoa\Andy C., Letra Tete Novoa

### Совместные проекты и записи
Legado de Una Tragedia II (2014) в роли Виргилия

Mago de Oz, бек-вокал на альбоме Belfast, 2004

Nocturnia feat Tete Novoa — De Sol a Sol (Dias de Ceniza, 2009)

Mago de Oz — Atlantia (Gaia III: Atlantia, 2010) среди прочих участников

Crimson Fate feat Tete Novoa — Tierra Quemada (Tierra Quemada, 2012)

Hybris feat Tete Novoa — Parte de Mi (Instinto, 2012)

Mago de Oz — Fiesta Pagana 2.0 (Celtic Land, 2013) среди прочих участников

Mago de Oz feat Tete Novoa — La voz dormida (Celtic Land, 2013)

Zenobia feat Tete Novoa — Lengua de Serpiente (сингл, 2013)

Asfaltica feat Tete Novoa — Alza el Vuelo (Rompiendo El Silencio, 2014)

## Видео
Saratoga — El Planeta Se Apaga (2009)

Saratoga — No Sufrire Jamas Por Ti (2009)

Saratoga — Revelaciones de Una Noche, live DVD (2010)

Saratoga- Revolucion
Tete Novoa — Volvamos a Empezar (2013)

Tete Novoa — Sin Saber Nadar (2014)

Tete Novoa — Ahora Eres Tú (2015)
Mago de Oz — Fiesta Pagana 2.0 (2013)